# 빗물펌프장
빗물펌프장은 홍수에 따른 특정 지역의 침수를 막기 위해서 빗물을 강제적으로 하천이나 강으로 퍼내는 시설이다. 장마철이나 비가 많이 오게 되면 하천이나 강의 수위가 높아지면서 물이 배수로를 타고 지반이 낮은 곳으로 역류하기 때문에 이런곳에 수문을 설치하고 펌프장 안에 배수펌프를 설치해 빗물을 하천이나 강으로 방류시키는 역할을 하는 것이다.